# Municipio de Olmsted
El municipio de Olmsted (en inglés: Olmsted Township) es un municipio ubicado en el condado de Cuyahoga en el estado estadounidense de Ohio. En el año 2010 tenía una población de 13513 habitantes y una densidad poblacional de 538,21 personas por km².

## Geografía
El municipio de Olmsted se encuentra ubicado en las coordenadas 41°22′38″N 81°55′52″O / 41.37722, -81.93111. Según la Oficina del Censo de los Estados Unidos, el municipio tiene una superficie total de 25.11 km², de la cual 25.11 km² corresponden a tierra firme y (0%) 0 km² es agua.

## Demografía
Según el censo de 2010, había 13513 personas residiendo en el municipio de Olmsted. La densidad de población era de 538,21 hab./km². De los 13513 habitantes, el municipio de Olmsted estaba compuesto por el 94.21% blancos, el 1.65% eran afroamericanos, el 0.09% eran amerindios, el 2.06% eran asiáticos, el 0.03% eran isleños del Pacífico, el 0.69% eran de otras razas y el 1.27% pertenecían a dos o más razas. Del total de la población el 3.04% eran hispanos o latinos de cualquier raza.